# Die Puppenfee

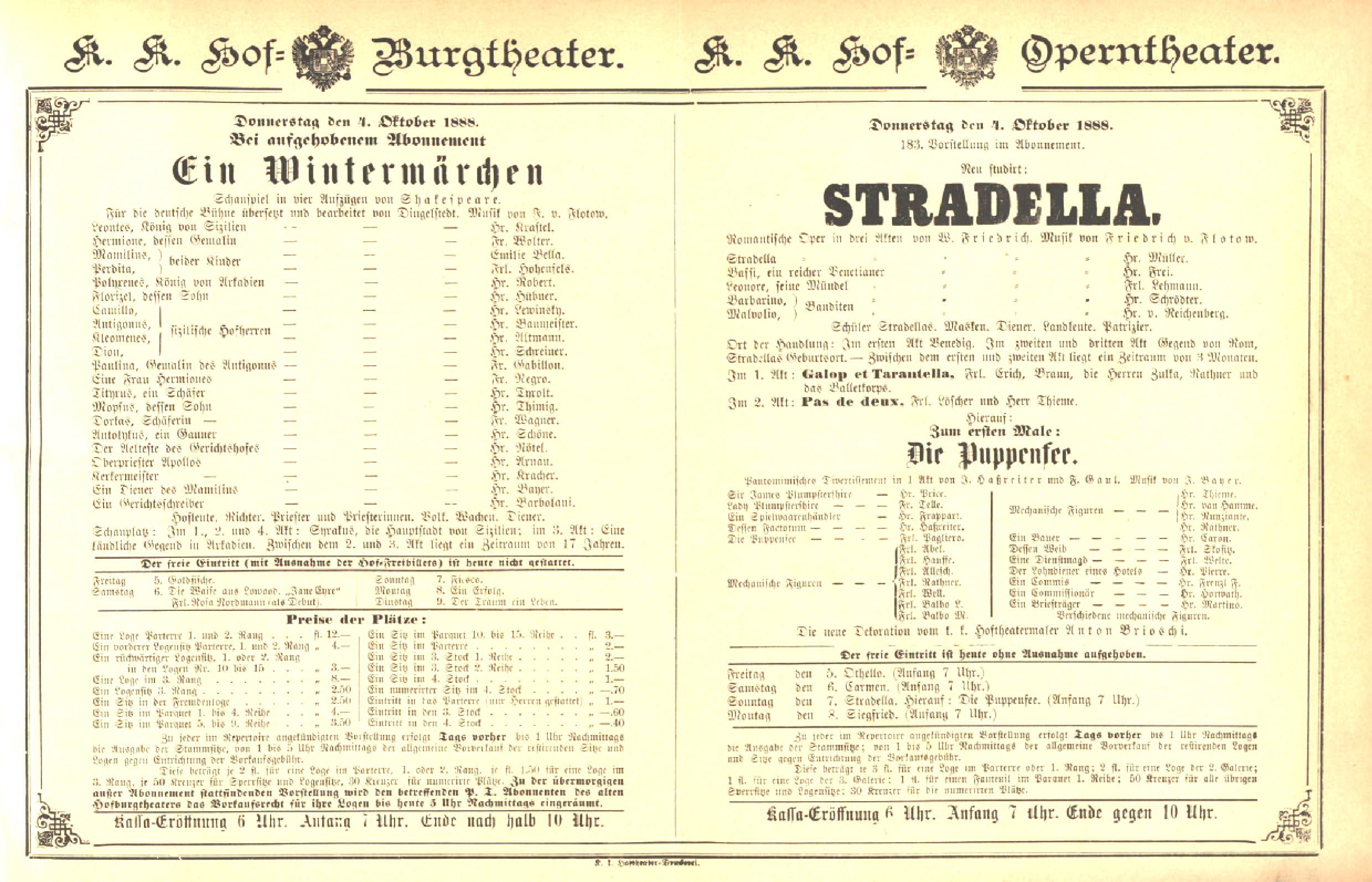
Theaterzettel der Hoftheater vom 4. Oktober 1888 mit der Ankündigung der Uraufführung

Die Puppenfee ist ein pantomimisches Divertissement (Ballett) in einem Akt. Das Libretto verfassten Joseph Haßreiter und Franz Xaver Gaul. Die Choreografie stammt von Joseph Haßreiter, die Musik komponierte Josef Bayer 1888.
Die Puppenfee ist eines der meistgespielten Ballett-Werke im deutschsprachigen Raum. Die Uraufführung erfolgte am 4. Oktober 1888 im K. K. Hof-Operntheater in Wien. Anlässlich einer Wohltätigkeitsveranstaltung unter dem Protektorat der Fürstin Pauline Metternich gelangte das Werk unter dem Titel „Im Puppenladen“ im Palais des Fürsten Johannes Liechtenstein bereits Anfang April 1888 zur ersten Aufführung, es tanzten ausschließlich Aristokraten.

## Entstehung

Werbeplakat für Aufführungen im Pariser Olympia

Der Wiener Ballettmeister Joseph Haßreiter und sein Freund, der Maler Franz Gaul, spielten Anfang 1888 mit dem Gedanken, ein unterhaltsames Ballett zu entwerfen, das in einem Puppenladen spielen sollte und in dem die Puppen als vermenschlichte Wesen das Publikum bezaubern sollten. Die Idee war nicht neu, hatte doch bereits Léo Delibes mit dem Choreografen Arthur Saint-Léon 1870 E. T. A. Hoffmanns Erzählung Der Sandmann, in dem eine Puppe die Hauptrolle spielt, als Coppélia erfolgreich auf die Ballett-Bühne gebracht. Gemeinsam schrieben Haßreiter und Gaul das Libretto und nannten ihr Ballett „Im Puppenladen“. Auf der Suche nach einem Komponisten traten sie an den Ballettdirigenten am K. u. K. Hofoperntheater Josef Bayer heran, der wenige Jahre zuvor schon mit seiner Komposition zu dem Ballett Wiener Walzer Aufsehen erregt hatte. Bayer konnte sich gleich für die Idee erwärmen. Die Uraufführung am 4. Oktober 1888 (bei der schon der Titel Im Puppenladen durch Die Puppenfee ersetzt war) geriet dann für alle Beteiligten zu einem sensationellen Erfolg. Vor allem Bayers effektvolle Musik sorgte dafür, dass das Werk im deutschsprachigen Raum lange Zeit die höchsten Aufführungszahlen hatte.
Der Erfolg schwappte auch nach Russland über, wo das Werk zum ersten Mal 1904 in der Choreografie von Sergej und Nikolai Legat über die Bühne ging; dafür schrieb Riccardo Drigo die Musik zu einem neuen Pas de trois der Puppenfee mit zwei Harlekinen (ursprünglich getanzt von den Legat-Brüdern), der heutzutage eins der bekanntesten Stücke aus dem Ballett ist und auch einzeln aufgeführt wird.
Das Libretto von Haßreiter und Gaul diente später André Derain und Leonide Massine als Vorlage für ihr Ballett La Boutique Fantasque (Der Zauberladen).

## Personen
- Ein Spielwarenhändler
- Dessen Gehilfe

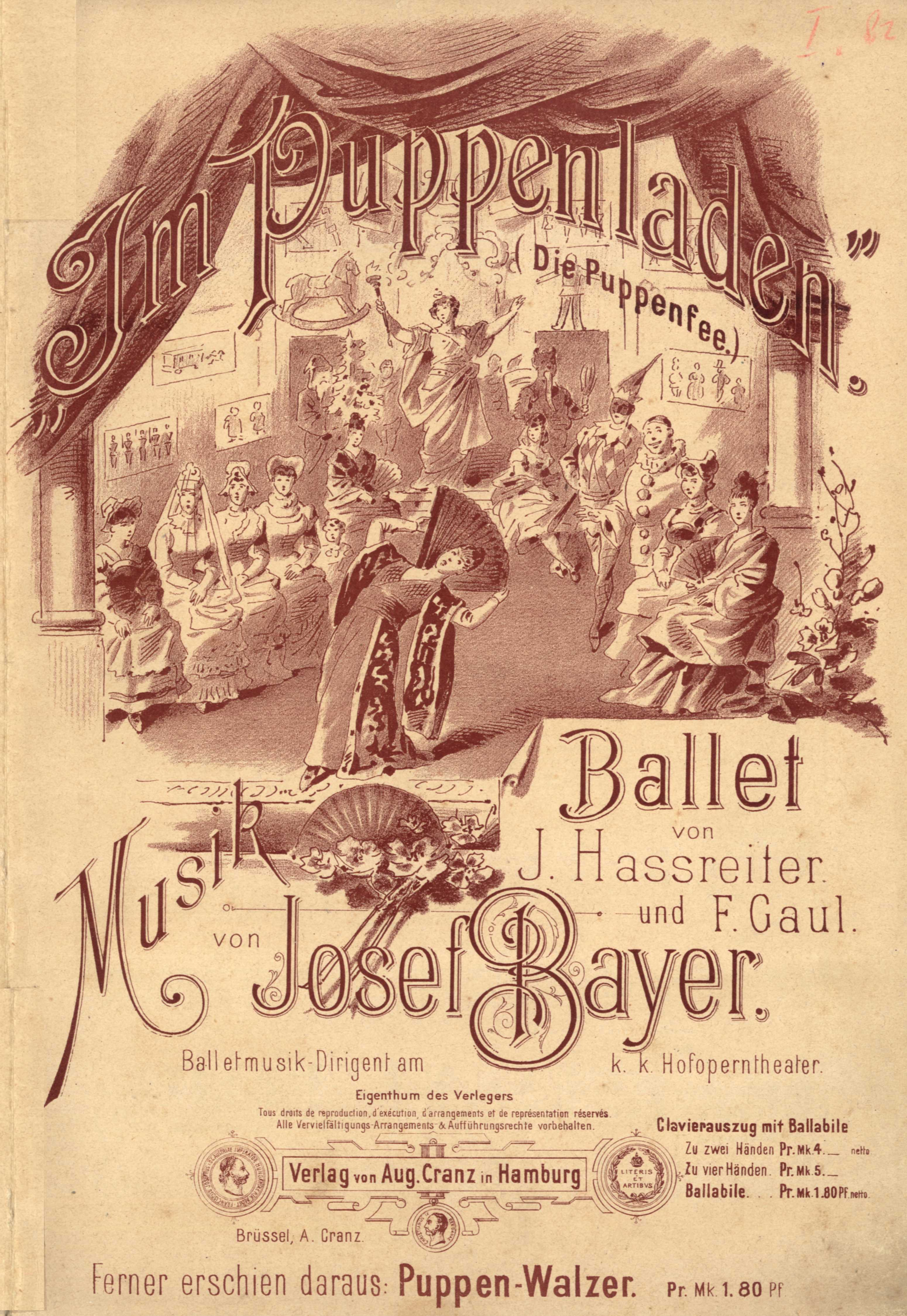
Titelblatt des Klavierauszuges

- Sir James Plumpstershire, ein reicher Engländer
- Lady Plumpstershire, dessen Gattin
- Die drei Kinder des Ehepaars Plumpstershire
- Ein Bauer
- Dessen Ehefrau
- Die Tochter des Bauernpaares
- Eine Dienstmagd
- Lohndiener eines Hotels
- Ein Kommis
- Briefträger
- Die Puppenfee
- Sieben weibliche mechanische Figuren
- Vier männliche mechanische Figuren

## Handlung
Bild: Puppenladen mit Werkstatt in Wien
Nach dem Öffnen des Vorhangs sieht man den Spielwarenhändler und Puppenmacher bei der Arbeit. Er ist gerade dabei, ein weiteres Exemplar für seine große Sammlung der verschiedensten Puppenarten zu schaffen. Währenddessen befreit das Faktotum des Künstlers andere Puppen vom Staub, auf dass sie dem Auge wieder einen erfreulicheren Anblick bieten. Plötzlich betritt der Briefträger den Raum und rempelt eine Puppe an. Diese beginnt sofort zu tanzen. Nachdem der Postbote wieder gegangen ist, kommt ein trauriges Mädchen mit einer arg lädierten Puppe in den Laden. Der Puppenmacher sorgt dafür, dass das Spielzeug wieder in seinem alten Glanz erstrahlt und das Mädchen wieder lächeln kann. Die nächsten Besucher sind ein derber Bauer mit seiner Frau und der gemeinsamen Tochter. Die drei verhalten sich ziemlich ungeschickt und sorgen dafür, dass eine große Puppe umfällt. So geht dem Meister nie die Arbeit aus.
Der Puppenhändler genießt einen vortrefflichen Ruf weit über seine Heimat hinaus. Dies zeigt sich auch daran, dass sogar der englische Lord Plumpstershire nebst Gattin und den drei Kindern den Weg zu ihm gefunden haben. Ihr Wunsch ist es, eine Puppe zu besitzen, die tanzen kann. Voller Stolz will der Meister den Engländern eine Puppe vorführen, von der er glaubt, sie sei ihm besonders gut gelungen. Zu seiner Enttäuschung versagt jedoch das Spielzeug vollkommen. Aber was soll’s? Der Laden hat ja noch genügend andere Puppen zu bieten, die jetzt nacheinander vorgeführt werden: Puppen in Kleidung ganz unterschiedlicher Völker, die Tänze aus ihren „Heimatländern“ Österreich, Spanien, China und Japan vortragen. Den Abschluss bildet die Puppenfee, die einen Walzer tanzt. Das Ehepaar aus England ist begeistert und gibt eine Bestellung auf. Inzwischen ist es Abend geworden. Der Puppenmacher schließt seinen Laden und geht nach Hause.
Nun beginnt in dem Puppenladen das eigentliche Divertissement: Alle Puppen werden lebendig. Sie vollführen akrobatische Tänze, scherzen, spielen und machen Musik. Im Mittelpunkt des Geschehens aber steht die Puppenfee, die von allen Puppen als ihre Königin angesehen und der gehuldigt wird.